# Otl Aicher
Otl Aicher (13 de maig de 1922, Ulm, 1 de setembre de 1991) va ser un artista alemany.
Va estudiar escultura a l'Akademie der Bildenden Kunste (Acadèmia de Belles Arts) de Múnic després de la segona guerra mundial. El 1952 es casa amb Inge Scholl. Un any més tard, el 1953, amb la seva esposa i juntament amb altres col·laboradors entre els quals hi destaca Max Bill, funda a Ulm la Hochschule für Gestaltung (HFG), l'Escola Ulm, una escola de disseny que seguia els principis de la Bauhaus i que es va convertir en un referent a Alemanya els anys 50 i 60. A l'escola, Otl és professor de comunicacions visuals mentre que el seu amic Max n'és el director. Discrepàncies respecte al model i concepte d'identitat de l'escola provoquen la renúncia de Max el 1956, anys més tard aquest nou concepte es torna famós i conegut com a Model Ulm. L'HFG crea grups de treball independents dintre de la mateixa escola encarregats del desenvolupament de noves idees i conceptes per a la indústria, posteriorment Otl col·labora en els dissenys de ràdios per a Braun que es van convertir en el signe d'identitat de la marca. El 1962 dirigeix el grup de disseny que crea la imatge corporativa de Lufthansa. Otl es converteix en director de l'HFG entre el 1962 i el 1964. L'any 1967 és l'encarregat del disseny visual dels Jocs Olímpics de Múnic. El 1972 se'n va a viure a Rotis on funda el 1984 la Rotis Institut für analoge Studien. Va morir a causa d'un accident de tràfic el 1991.

## Filosofia de treball
La seva filosofia de treball està inspirada per grans filòsofs com Ockham, Kant i principalment Ludwig Wittgenstein, el seu estil és disciplinat, organitzat i llegible, el seu gran objectiu és la funcionalitat amb un disseny amb formes geomètriques regulars, siluetes simples, finals plans i un mínim de text.

## Obra
Creador de la tipografia Traffic, usada a l'aeroport i al transport públic de Múnic i de la tipografia Rotis, utilitzada per moltes empreses i el metro de Bilbao. Col·laborador en el disseny de les imatges corporatives d'empreses com Braun (1956), Lufthansa (1960) i ERCO, també d'institucions i bancs com ZDF (canal de televisió alemany), Westdeutsche Landesbank, Dresdner Bank, Sparkasse, Raiffeisenbank, i Bayerische Rück. És el creador de la mascota oficial dels Jocs Olímpics de Múnic de 1972, va ser la primera vegada que uns jocs tenien mascota, i dels pictogrames d'esports, que encara avui dia s'utilitzen arreu del món.
És l'autor de nombrosos llibres i publicacions, hi destaquen:
- Sistemes de signes en la comunicació visual (1980)
- La cuina és per cuinar (1982)
- Caminant en el desert (1982)
- Tipografia (1988)
- Analògic i digital (1991)
- El món com a projecte (1991)

## Premis
Els principals premis i guardons que va aconseguir són:
- Premi d'honor de la X Trienal de Milà, 1954.
- Premi al millor disseny de cartells de la RFA, 1955.
- Primer premi de tipografia d'Innsbruck, 1958.